# Picumnus exilis
Picumnus exilis, conocido como carpinterito verdoso, carpinterito capirotado, carpinterito telegrafista, o telegrafista verdoso, es una especie de ave en la familia Picidae. Es endémico de Brasil, Colombia, Guayana Francesa, Guyana, Surinam y Venezuela.